# Allstedt

Allstedt [ˈalʃtεt] este un oraș din districtul Mansfeld-Südharz, în Sachsen-Anhalt, Germania. Este situat la aproximativ 10 km sud-est de Sangerhausen. Allstedt este parte din comunitatea administrativă („Verwaltungsgemeinschaft”) Allstedt-Kaltenborn.